# HD63996
HD63996 — хімічно пекулярна зоря спектрального класу A1, що має видиму зоряну величину в смузі V приблизно  7,4.
Вона  розташована на відстані близько 1105,6 світлових років від Сонця.

## Пекулярний хімічний склад
Зоряна атмосфера HD63996 має підвищений вміст 
Si
.